# Souvenir de Pierre Notting
'Souvenir de Pierre Notting' est un cultivar de rosier obtenu en 1895 par la maison luxembourgeoise Soupert & Notting; mis au commerce en 1903. Il rend hommage à Pierre Notting, associé de Jean Soupert, qui mourut le 2 novembre 1895. Cette variété est issue du croisement 'Maréchal Niel' (Pradel, 1864) × ‘Maman Cochet’ (Cochet, 1892).  

## Description
Le buisson de ce rosier thé est érigé et bien ramifié et peut s'élever à 120 cm. Ses branches sont rougeâtres au début et le feuillage est vert sombre. Ses fleurs sont d'un « jaune abricoté » virant au jaune d'or avec des nuances rosées au bord des pétales. Elles sont grandes et surtout très pleines, en forme de coupe (90 pétales), s'épanouissant en quartiers. Elles sont légèrement parfumées. La floraison est remontante.
La rose 'Souvenir de Pierre Notting' était très utilisée au début du XXe siècle pour le forçage en serre. Elle était qualifiée de meilleure rose thé de couleur jaune de cette époque, supérieure à 'Maman Cochet' pour sa floribondité. Cette variété supporte le froid jusqu'à -15° C, mais son pied a besoin d'être protégé. Elle est peu commercialisée aujourd'hui, mais connaît depuis le début du XXIe siècle un regain d'intérêt, surtout dans les pays anglo-saxons. Elle est très résistante aux maladies du rosier.
On peut notamment l'admirer à la roseraie du Val-de-Marne de L'Haÿ-les-Roses, près de  Paris.